# Philip Michael Thomas
Philip Michael Thomas (Columbus, 26 maggio 1949) è un attore, cantante e ballerino statunitense, famoso per aver interpretato il ruolo dell'agente Ricardo Tubbs nel serial Tv Miami Vice.

## Biografia
Nato a Columbus negli Stati Uniti, ha antenati tedeschi, afroamericani, indiani d'America e irlandesi. Lasciato l'Alabama's Oakwood College, dove studiava teologia, Thomas muove i suoi primi passi nel mondo dello spettacolo alla fine degli anni '60, quando, superati diversi provini, ottiene una parte nel musical Hair a Broadway. Dopo aver preso parte ad alcune produzioni low-budget, interpreta il suo primo ruolo importante nella pellicola Sparkle (1976) con Irene Cara. Oggi l'attore risiede a Miami.

### Il successo conMiami Vice
La svolta nella sua carriera di attore arriva nel 1983, quando Michael Mann lo vuole come protagonista della sua nuova serie, Miami Vice, al fianco di Don Johnson, serie che di lì a poco riscuoterà un clamoroso successo nazionale ed internazionale, grazie anche al modo innovativo con cui viene concepita; lo stesso modo di vestire dei due attori protagonisti, con abiti eleganti e colori pastello, diventa una vera e propria tendenza in quegli anni. Philip Michael Thomas in Miami Vice è Ricardo Tubbs, poliziotto del Bronx che si reca a Miami per vendicare la morte del fratello maggiore. Il suo personaggio formerà con Sonny Crockett (Don Johnson) una delle coppie di poliziotti più famose della Tv.

### Altre attività
Nonostante un vorticoso calo di popolarità coinciso col termine della serie diretta da Mann, Thomas prende parte ad altre produzioni. I lavori più significativi dopo Miami Vice sono le serie Detective Extralarge e Noi siamo angeli, entrambe al fianco di Bud Spencer. Thomas ha inoltre doppiato il personaggio di Lance Vance nei videogiochi Grand Theft Auto: Vice City (2002) e Grand Theft Auto: Vice City Stories (2006).

## Filmografia parziale

### Cinema
- Harlem detectives (Come Back, Charleston Blue), regia di Mark Warren (1972)
- Stigma, regia di David E. Durston (1972)
- Book of Numbers, regia di Raymond St. Jacques (1973)
- Colpisci ancora Joe (Mr. Ricco), regia di Paul Bogart (1975)
- Coonskin(Bustin out) (Street Fight), regia di Ralph Bakshi (1975)
- El hombre de los hongos, regia di Roberto Gavaldón (1976)
- Sparkle, regia di Sam O'Steen (1976)
- Death Drug, regia di Oscar Williams (1978)
- Il buio (The Dark), regia di John "Bud" Cardos (1979)
- To stigma, regia di Pavlos Tassios (1982)
- The Wizard of Speed and Time, regia di Mike Jittlow (1988)
- Miami Shakedown, regia di Manuel Montenegro (1993)

### Televisione
- Griff – serie TV, 1 episodio (1973)
- Toma – serie TV, 2 episodi (1973-1974)
- Pepper Anderson - Agente speciale (Police Woman) - serie TV, episodio 1x06 (1974)
- Caribe - serie TV, 1 episodio (1975)
- Medical Center - serie TV, episodio 7x24 (1976)
- Movin' On – serie TV, episodio 2x20 (1976)
- Sirota's Court – serie TV, 1 episodio (1976)
- Insight – serie TV, 1 episodio (1977)
- Caccia grossa (The Beasts Are on the Streets) – film TV, regia di Peter R. Hunt (1978)
- Lawman Without a Gun – film TV, regia di Jerrold Freedman (1978)
- Starsky & Hutch - serie TV, episodio 3x22 (1978)
- Wonder Woman – serie TV, episodio 2x20 (1978)
- Radici - Le nuove generazioni – serie TV, 1 episodio (1979)
- Strike Force – serie TV, 1 episodio (1979)
- Trapper John (Trapper John, M.D.) – serie TV, episodio 3x15 (1982)
- Miami Vice – serie TV, 110 episodi (1984-1989)
- Superboy - serie TV, episodio 2x17 (1990)
- Zorro – serie TV, episodio 1x12 (1990)
- Detective Extralarge – serie TV, 6 episodi (1991)
- Perry Mason: Va in onda la morte (Perry Mason: The Case of the Ruthless Reporter) – film TV, regia di Christian I. Nyby II (1991)
- I misteri della laguna (Swamp Thing) – serie TV, 1 episodio (1992)
- Fortune Hunter – serie TV, 1 episodio (1997)
- Nash Bridges – serie TV, 2 episodi (1997-2001)
- Noi siamo angeli – serie TV, 6 episodi (1997)

## Doppiatori italiani
Nelle versioni in italiano delle opere in cui ha recitato, Philip Michael Thomas è stato doppiato da:
- Sergio Di Giulio in Miami Vice, Nash Bridges
- Sandro Acerbo in Starsky & Hutch
- Enrico Di Troia in Perry Mason: Va in onda la morte
- Roberto Chevalier in Detective Extralarge
- Luca Biagini in The Fate
- Michele Gammino in Noi siamo angeli